# Goniodiscaster insignis
Goniodiscaster insignis är en sjöstjärneart som först beskrevs av Jean Baptiste François René Koehler 1910.  Goniodiscaster insignis ingår i släktet Goniodiscaster och familjen Oreasteridae. Inga underarter finns listade i Catalogue of Life.